# Жуан Педру душ Сантуш Гонсалвіш
Жуан Педру душ Сантуш Гонсалвіш (порт. João Pedro dos Santos Gonçalves), більше відомий за прізвиськом Шина (порт. China, нар. 15 квітня 1982, Бежа, Португалія) — португальський футболіст, лівий захисник.

## Клубна кар'єра
Вихованець португальського футболу. Розпочав футбольні виступи в сезоні 2000—2001 у клубі «Фаренсе» з містечка Фару, який виступає у четвертій за ієрархією футбольній лізі країни. Протягом 2000—2005 виступав у низці нижчолігових команд Португалії. 
Перед сезоном 2005/06 уклав контракт з клубом «Навал» з Фігейра-да-Фож, який саме підвищився у класі до вищого дивізіону чемпіонату Португалії. Провівши три сезони у цьому клубі Шина перейшов до іншого клубу португальської Прімейри — «Белененсеша», у якому у 2008 році встиг відіграти лише 8 ігор у чемпіонаті. 
У лютому 2009 року підписав контракт на 2,5 роки з донецьким «Металургом». У складі донецької команди дебютував 7 березня 2009 року у грі проти ФК «Харків» (поразка 0:1). Протягом 2009 року відіграв у складі команди 18 матчів, відзначився одним забитим голом. Загалом протягом чотирьох років, проведених у Донецьку, 53 рази виходив на поле в матчах української першості і був фіналістом Кубка України 2012 року. Після закінчення контракту в червні 2013 року залишив клуб.
Надалі виступав на Кіпрі за клуби «Ерміса» та «Неа Саламіна», а завершував кар'єру на батьківщині у нижчолігових командах «Вілафранкенсе» і «Маріньєнсе».

## Досягнення
- Фіналіст Кубка України: 2011/12